# Малаховський Роман
Малаховський Роман — польський вчений у галузі органічної хімії, доктор технічних наук, габілітований доктор з органічної хімії, професор, керівник кафедри загальної хімії.

## Життєпис
Малаховський Роман народився 01 листопада 1887 року у місто Лодзь. У 1909 році закінчив політехніку в Цюриху. У 1909—1911 роках — працівник лабораторії Р. Віллштеттера у політехніці Цюриха, у 1911—1914 роках — хімік-аналітик у Швейцарії, Мінську. У 1918—1926 році асистент. У 1926—1929 роках — керівник кафедри загальної хімії Варшавської політехніки. У 1929—1941 завідуач кафедри органічної хімії. В 1938—1939 роках декан математично-природничого факультету Львівського університету.

## Наукові досягнення
Наукові інтереси професора Р. Малаховського дослідження стереохімії та механізмів органічних реакцій.
Має близько 30 праць, зокрема: Untersuchungen über Aconitsäuren (Berichte. 1928); Untersuchungen über Aconitsäuren. II. Konstitution und Bildungstart der Aconitsäuren-anhydride (Berichte. 1928); Über die Einwirkung von Phosphorpentachlorid auf Äthylentetracarbonsäure (Berichte, 1935).